# Batman (Ocean)
Batman (även känt som Batman: The Movie) är ett actiondatorspel utvecklat och utgivet av Ocean Software baserat på 1989 års film med samma namn. Spelet släpptes 1989 för Amiga, Amstrad CPC, Atari ST, Commodore 64, MS-DOS, MSX och ZX Spectrum.
Spelet är uppdelat i fem scenarier som följer filmens handling. I den första delen befinner man sig i Axis Chemicals fabrik. Här gäller det att försöka stoppa Jack Napier och hans anhang. När man besegrat Napier i ett slagsmål, faller han ner i en stor behållare med kemiskt material och blir till Jokern. I den andra delen befinner man sig i en biljakt, medan man kör Batmobilen ska man skaka av sig förföljare. I den tredje delen befinner man sig vid sin dator och man ska lista ut i vilka skönhetsartiklar Jokern placerat ut komponenter som när de används tillsammans bildar ett dödligt gift. I den fjärde delen kör man i sitt flygplan och man ska få bort Jokerns giftballonger. I den femte och sista delen ska man ta sig uppför trappan i Gothams katedral för att till slut möta Jokern på taket.
I Storbritannien såldes Batman Pack, ett paket som bland annat innehöll Amiga 500 och ett exemplar av Batman, och som lanserades i oktober 1989 till ett pris av £399 och som var tillgängligt i nästan ett år. Paketet blev väldigt framgångsrikt och bidrog avsevärt till spridningen av Amiga i Europa. Ett liknande paket såldes med Commodore 64 men fick inte lika stor framgång.

## Mottagande
Svenska Hemdatornytt ansåg att C64-versionen av spelet hade bra grafik, hyfsat ljud och snabb joystickrespons, och gav spelet 75 i medelvärde. Amigaversionen ansågs ha bättre grafik och ljud, men eftersom Amiga var kapabel till mycket mer tyckte man att det var mediokert programmerat, dessutom var joystickresponsen inte lika bra och spelet var svårare, denna version fick 50 i medelvärde. Datormagazin ansåg att spelet höll ojämn kvalitet, och gav C64-versionen 6/10 i betyg, medan Amigaversionen fick 7/10 i betyg.